# Krita (geologisk period)
| Krita 145 – 66 miljoner år före nutid | Krita 145 – 66 miljoner år före nutid | Krita 145 – 66 miljoner år före nutid | Krita 145 – 66 miljoner år före nutid |
| Period (System)                       | Epok (Serie)                          | Ålder (Etage)                         | Miljoner år sedan                     |
| ------------------------------------- | ------------------------------------- | ------------------------------------- | ------------------------------------- |
| Paleogen                              | Paleocen                              | Dan                                   | senare                                |
| Krita                                 | Yngre krita                           | Maastricht                            | 72–66                                 |
| Krita                                 | Yngre krita                           | Campan                                | 84–72                                 |
| Krita                                 | Yngre krita                           | Santon                                | 86–84                                 |
| Krita                                 | Yngre krita                           | Coniac                                | 90–86                                 |
| Krita                                 | Yngre krita                           | Turon                                 | 94–90                                 |
| Krita                                 | Yngre krita                           | Cenoman                               | 100–94                                |
| Krita                                 | Äldre krita                           | Alba                                  | 113–100                               |
| Krita                                 | Äldre krita                           | Apt                                   | 125–113                               |
| Krita                                 | Äldre krita                           | Barreme                               | 129–125                               |
| Krita                                 | Äldre krita                           | Hauterive                             | 133–129                               |
| Krita                                 | Äldre krita                           | Valangin                              | 140–133                               |
| Krita                                 | Äldre krita                           | Berrias                               | 145–140                               |
| Jura                                  | Yngre jura                            | Tithon                                | tidigare                              |

Krita var en geologisk period som varade 145–66 miljoner år sedan, under den senare delen av eran mesozoikum. Perioden indelas i äldre krita och yngre krita, som var och en indelas i sex åldrar (se tabell).
Krita har fått sitt namn efter att de fossila lagren från yngre krita främst utgörs av mineralet krita. 1822 använde den belgiske geologen Jean Baptiste Julien d'Omalius d'Halloy benämningen om en lagerföljd med skivkrita, sand och lera i södra England, Parisbäckenet och Belgien. De tolv olika avlagringsetager som idag räknas till kritaperioden kartlades av olika forskare mellan 1840 och 1874.  Kritavlagringar förekommer främst i kritsystemet i norra Frankrike, södra England, västra Östersjöns kusttrakter med klintar på Rügen, Møn och Stevns. I Danmark förekommer rikligt med avlagringar från krita, även organogena avlagringar. I Sverige är kritaperiodens avlagringar främst terrigena, och förekommer i Skåne, Halland och Blekinge.

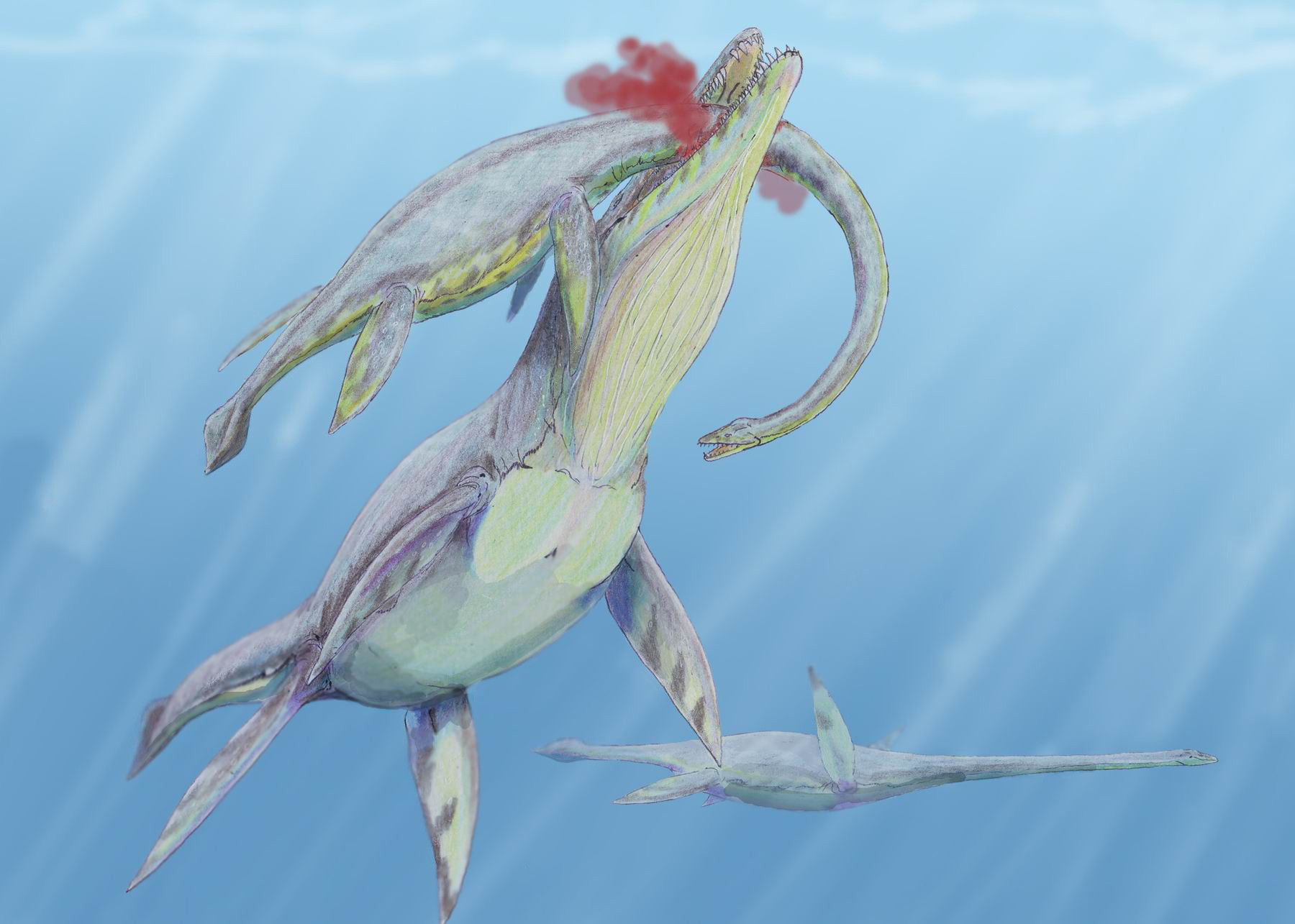
Konstnärlig bild av krittiden, med en Woolungasaurus som attackeras av en Kronosaurus.

| Fanerozoikum                 | Fanerozoikum       | Fanerozoikum | Fanerozoikum      |
| Eon                          | Era                | Period       | Miljoner år sedan |
| ---------------------------- | ------------------ | ------------ | ----------------- |
| Fanero- zoikum               | Kenozoikum         | Kvartär      | 2,6–0,0           |
| Fanero- zoikum               | Kenozoikum         | Neogen       | 23–2,6            |
| Fanero- zoikum               | Kenozoikum         | Paleogen     | 66–23             |
| Fanero- zoikum               | Mesozoikum         | Krita        | 145–66            |
| Fanero- zoikum               | Mesozoikum         | Jura         | 201–145           |
| Fanero- zoikum               | Mesozoikum         | Trias        | 252–201           |
| Fanero- zoikum               | Paleozoikum        | Perm         | 299–252           |
| Fanero- zoikum               | Paleozoikum        | Karbon       | 359–299           |
| Fanero- zoikum               | Paleozoikum        | Devon        | 419–359           |
| Fanero- zoikum               | Paleozoikum        | Silur        | 444–419           |
| Fanero- zoikum               | Paleozoikum        | Ordovicium   | 485–444           |
| Fanero- zoikum               | Paleozoikum        | Kambrium     | 541–485           |
| Protero- zoikum              | Neoprotero- zoikum | Ediacara     | tidigare          |
| Se även Geologisk tidsskala. |                    |              |                   |

## Kritatidens fauna
Under krita spelade protozoerna en betydande roll; bland dem hade foraminifererna sitt andra maximum. I organogena kalkstenar, i synnerhet skivkritan, utgör skal av foraminiferer tillsammans med coccoliter en stor del av bergsmassan. Bland kavitetsdjuren märks svampar, vilka lämnat kiselsyrematerialet till flintan, samt koraller, som bildar revkalk. Tagghudingarna var under kritaperioden särskilt talrika och har bidragit mycket till uppbyggande av kalkstenarna. De irreguljära sjöborrarna nådde under kritaperioden en rik utveckling. Mossdjur var under yngre krita talrika. Av armfotingarna märks särskilt vissa arter som Terebratula och Crania, särskilt under yngre krita. Blötdjuren hade även en rik utveckling, men flera av de förekommande grupperna dog ut under kritaperioden. Av musslor märks särskilt ostronen med undersläktena Gryphæa, Exogyra och Alectryonia, samt Inoceramus och Pecten, vidare rudisterna.
Ammoniterna, som dog ut under krita, hade en stor variation i skalets utbildning med oregelbundenheter från deras ursprungligen plana spiral. Belemniterna spelade en stor roll och utgjorde ledfossil i åtskilliga delar av kritaperioden. Endast ett fåtal av arterna överlevde in i tertiär.
Bland ryggradsdjuren framträdde en rad nya former särskilt under kritaperiodens slut. Bland fiskarna avtog hajar och ganoider, och deras plats intogs av benfiskar. Ålderdomliga former som Hybodontiformes levde kvar, men gruppen dominerades av moderna hajar, rockor och havsmusfiskar. Benfiskarna dominerades till en början av äldre fisktyper besläktade med bengäddor och bågfenor, av vilka många dog ut under perioden. Kvastfeniga fiskar och lungfiskar var fåtaliga. Bland Groddjuren förekom flera moderna familjer som stjärtmuskelgrodor, pipagrodor och olmar. Kräljduren var starkt representerade såväl i havet med Fisködlor, Plesiosaurier och Mosasaurier, som på land.
Sköldpaddor, ödlor, ormar och krokodiler blev allt viktigare. Juraperiodens jättelika sauropoder ersattes delvis av fågelhöftade dinosaurier som Triceratops, Pachycephalosaurus och Nodosaurus. Tyrannosaurus hörde dock till periodens jättar. Från äldre krita härrör dinosaurierna Sinornis och Iberomesorinis.
Under kritaperioden uppkom även de första relativt moderna fåglarna, utvecklade ur Archeopteryx, som levde under yngre jura. Senare de havslevande Hesperornis och Ichthyornis och de landlevande Gobipteryx och Enantiornis.
Flygödlorna fortlevde under kritaperiodern, bland dem Pteranodon.
Bland däggdjuren framträdde främst multituberkulater och triconodonter, samt arter inom de ännu kvarlevande grupperna näbbdjur, pungdjur och placentadäggdjur.
I den skånska lagerföljden från kritaperoder används främst belemniterna Actinocamax och Belemnitella som ledfossil. I Skånes fossilförande krittidsavlagringar märks vidare bland annat sjöborrar, armfotingar, mossdjur, kräftdjur och rörlevande maskar.
De skånska fynden av ryggradsdjur domineras av hajtänder, men det finns även lämingar av fiskar, sköldpaddor, svanödlor, fisködlor, krokodiler och fåglar.
Man har även funnit spår efter en bepansrad dinosaurie, kallad Saichania Ankylosarie.

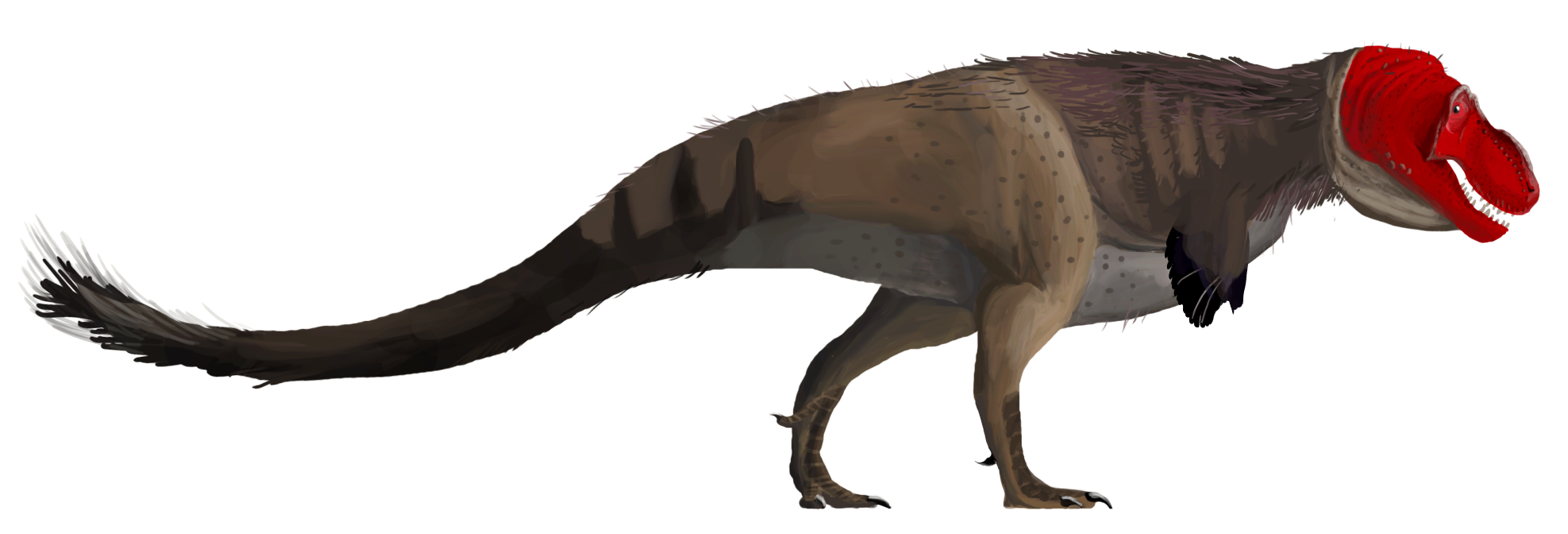
Tyrannosaurus rex, en theropod.
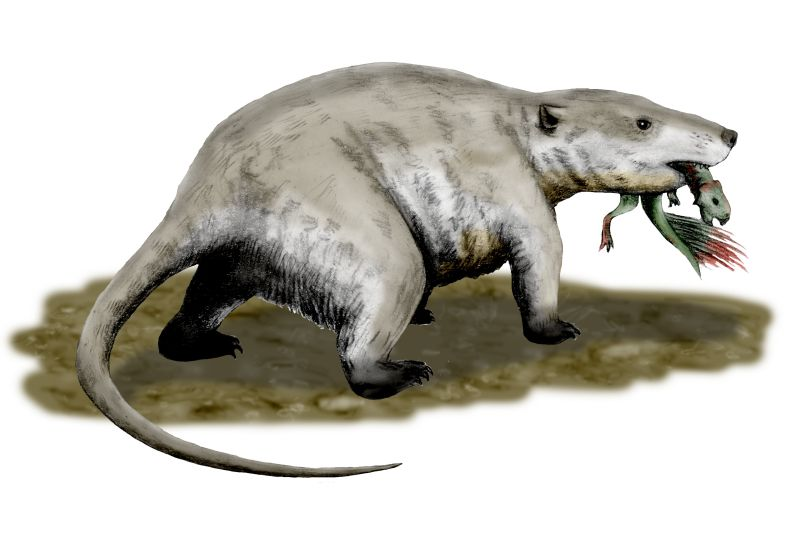
Däggdjuret Repenomamus giganticus, en triconodont.
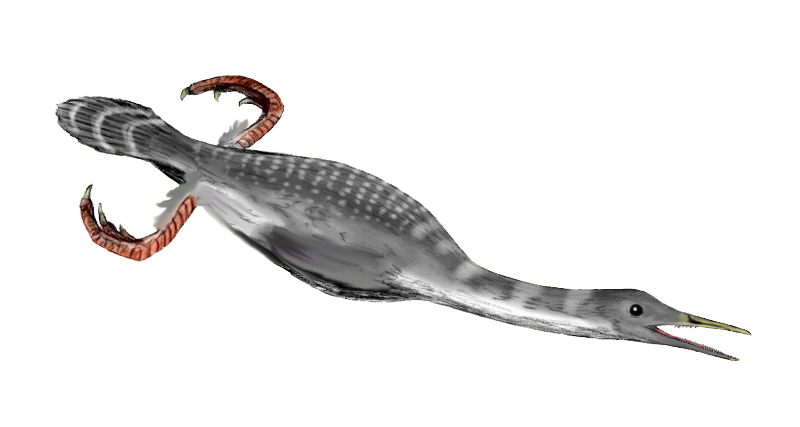
Fågeln Hesperornis regalis.
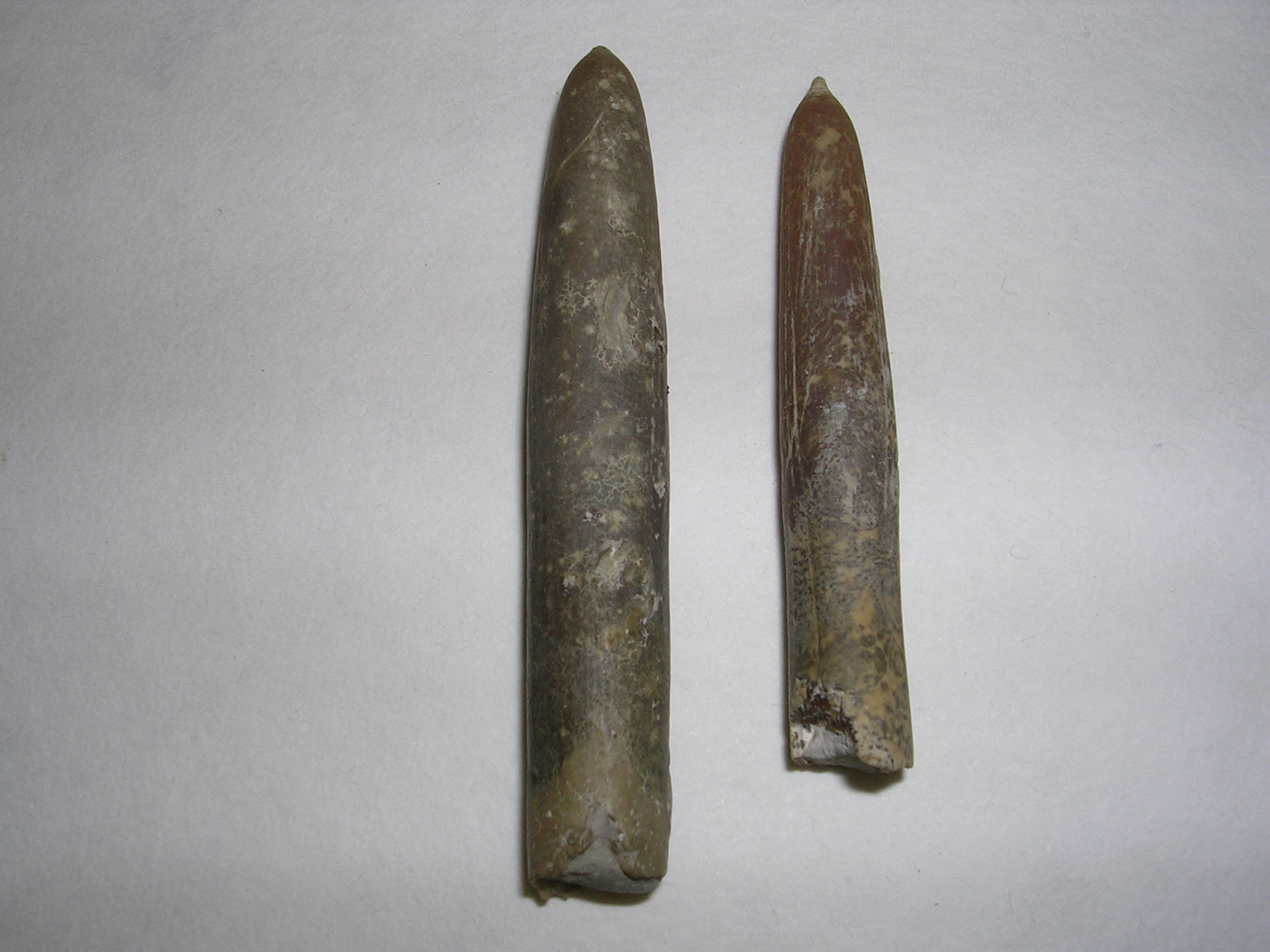
Fossil från Belemnitella mucronata.
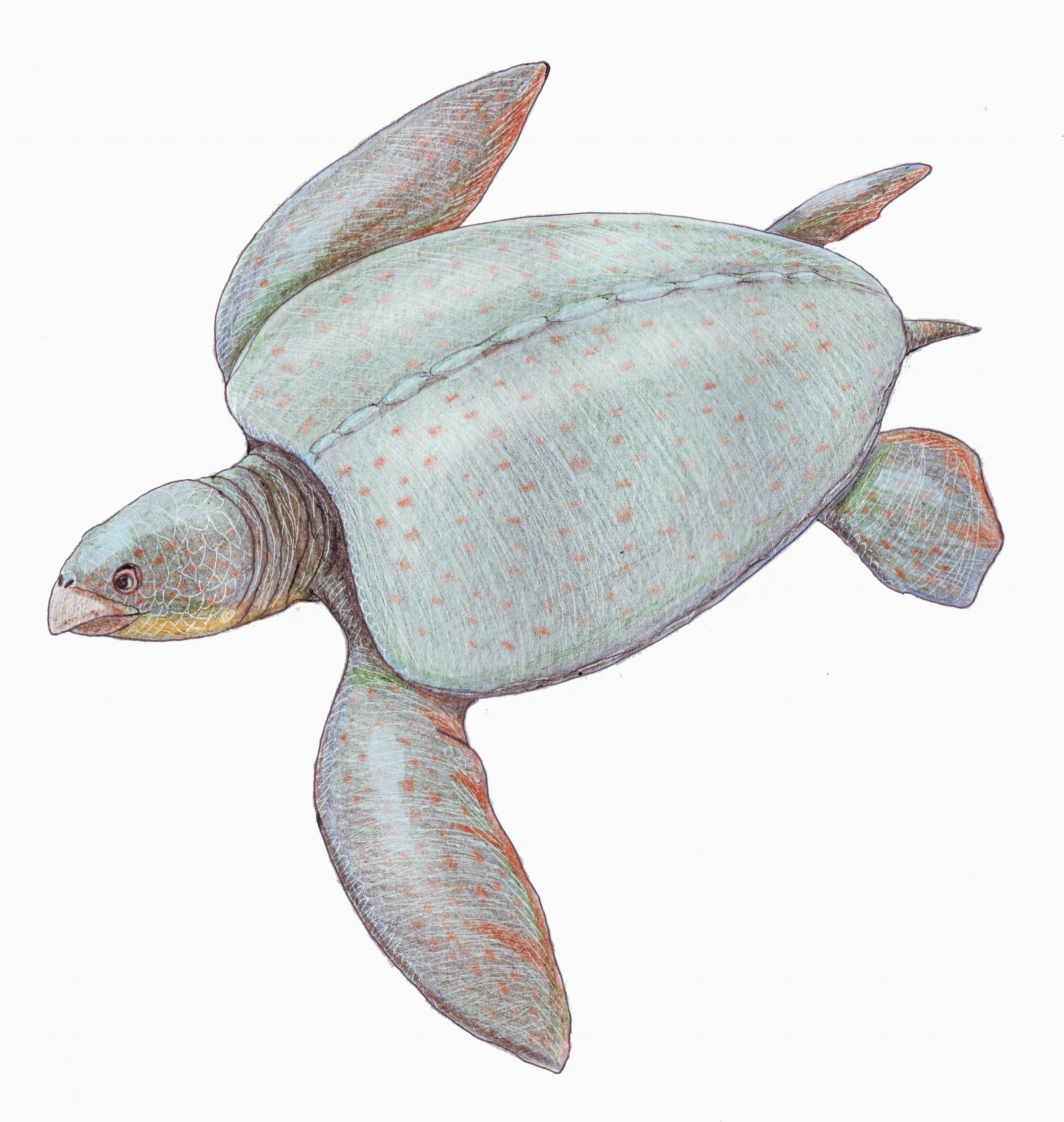
Protosphargis veronensis, en sköldpadda.

## Kritaperiodens flora
Floran kom under kritaperioden att ändras radikalt med gömfröväxternas uppkomst och snabba utveckling, med början under äldre krita. Redan under yngre krita fanns många av de idag levande grupperna representerade. Medan ormbunksväxterna klarade den nya konkurrensen bra gick fräkenväxterna tillbaka. Bland de nakenfröiga växterna kom barrträden att klara omställningen väl, medan ginkgoväxter och kottepalmer gick starkt tillbaka medan bennettiter dog ut.
Vid Ivösjön i Skåne har välbevarade växtfossil från yngre krita påträffats i lerlager. Bland fynden märks blommor av släktingar till nu levande stenbräckeväxter som Silvianthemum och Scandianthus; pors- och valnötsväxter som Manningia, Caryanthus och Antiguocarya; fjällgröneväxter som Actinocalyx; plantanväxter som Plantanocarpus och Plantanthus och trollhasselväxter som Archamamelis. Bland barrträden har främst påträffats sumpcypressväxter som Elatidopsis, Paracryptomeria och Quasisequoia.
Blomväxternas uppkomst ledde till nya anpassningar hos insekterna, till exempel uppgift vid pollinering kopplad med utnyttjande av nektar.

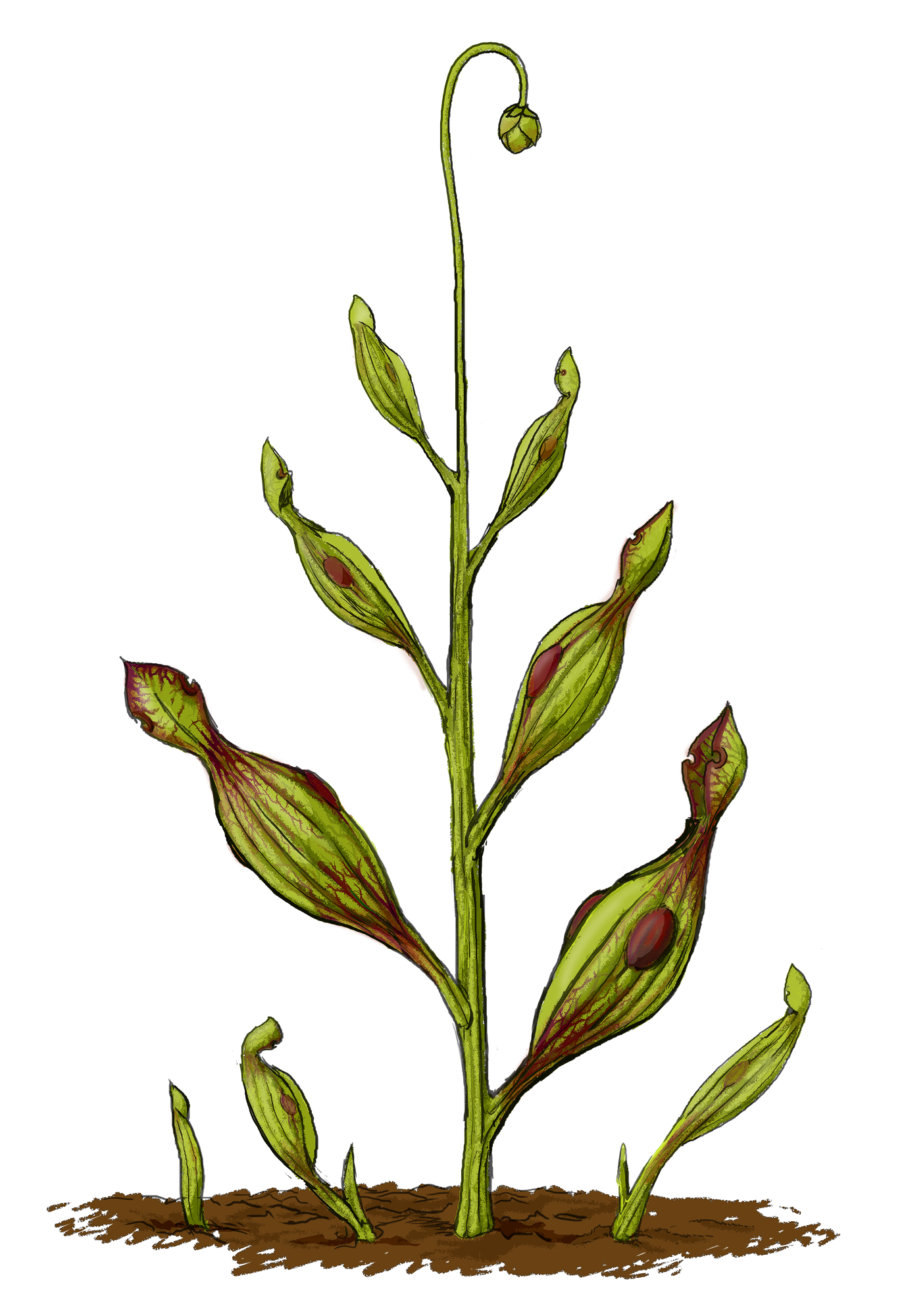
Illustration av hur Archaeamphora longicervia som levde under krita skulle kunna ha sett ut.
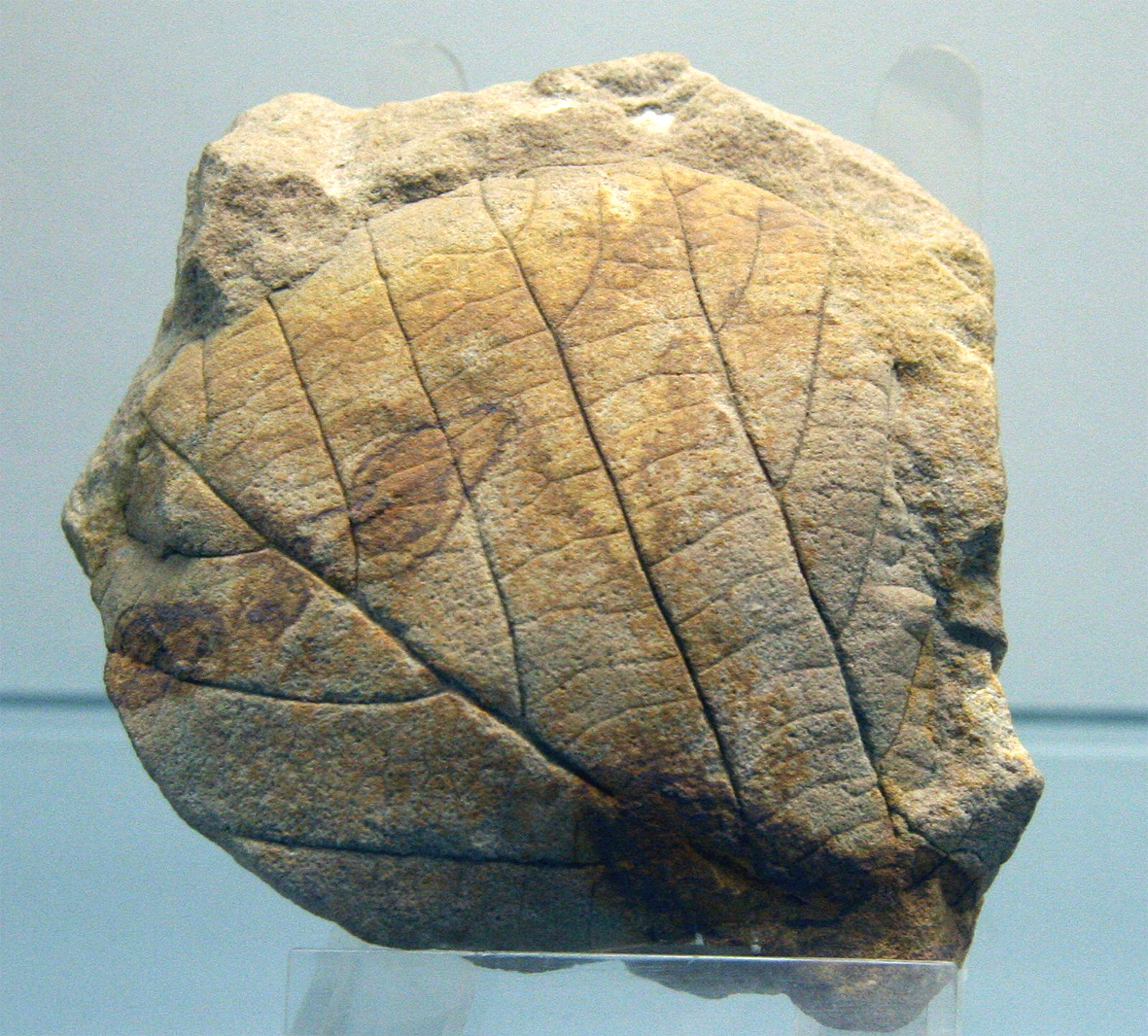
Fossil från Credneria triacuminata.
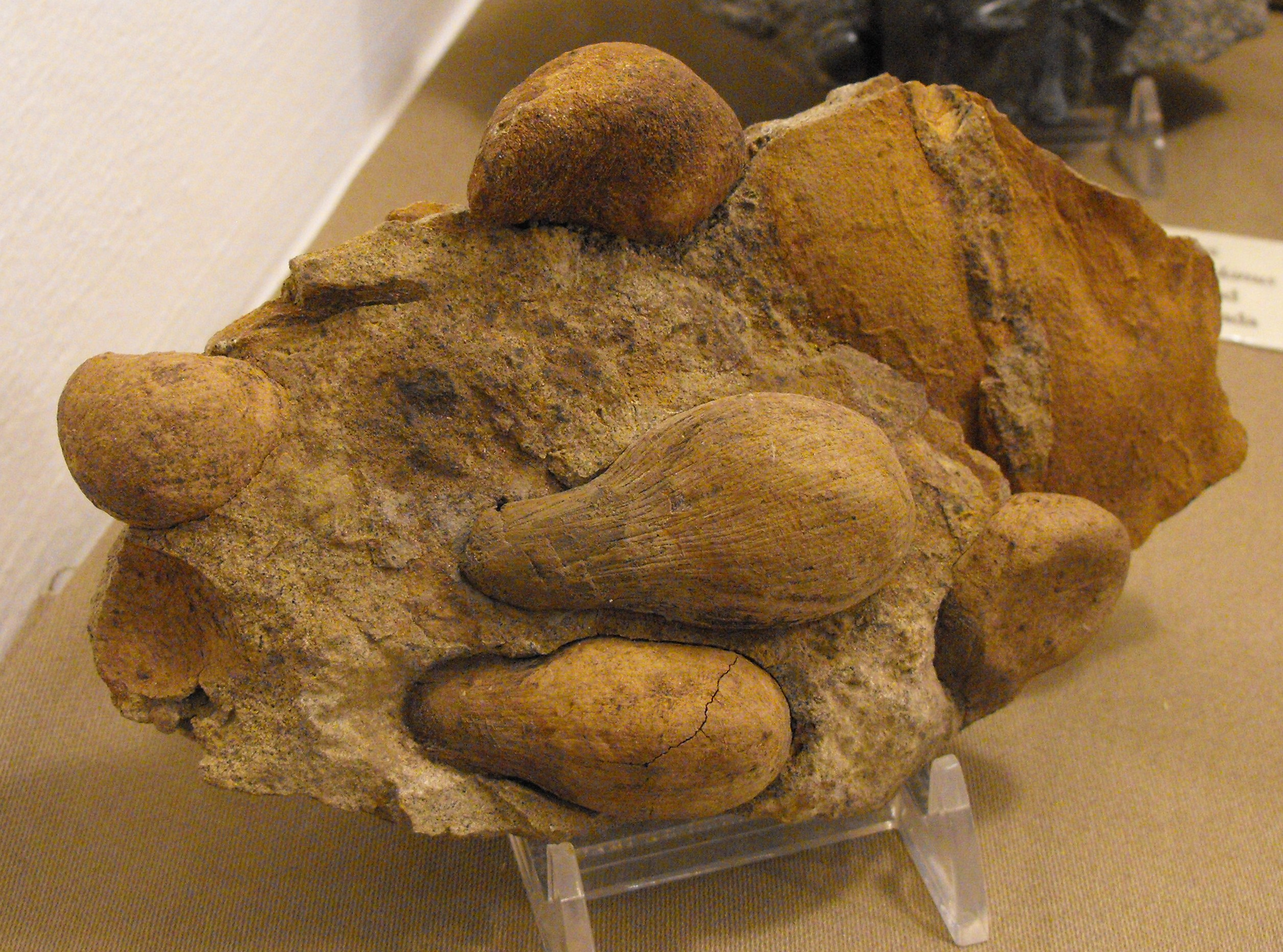
Fossila frukter av Spinifructus antiquus.
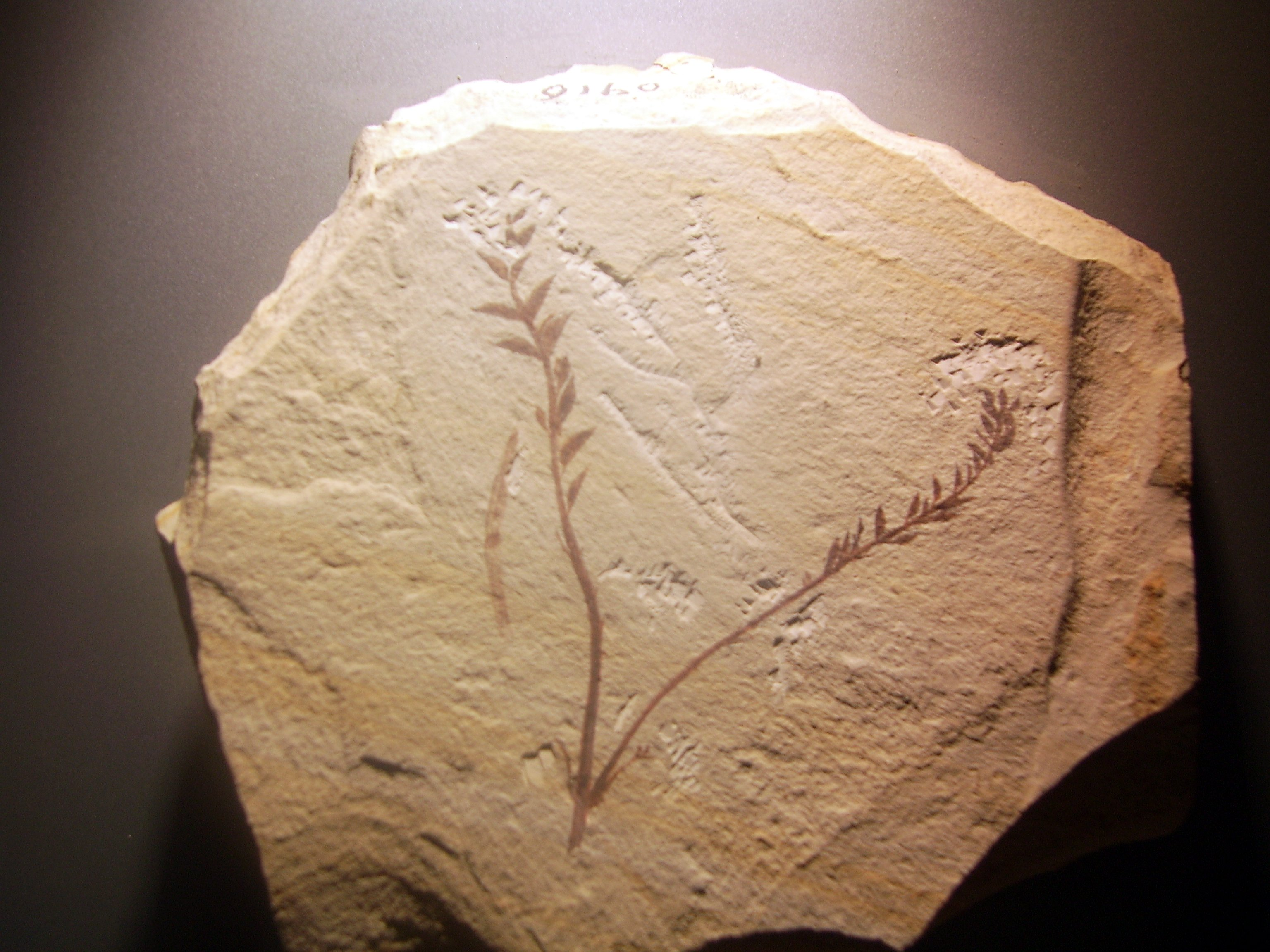
Fossil från Archaefructus liaoningensis.

## Klimat
Klimatet under krita var mycket varmt, polerna var isfria och havsnivån var mycket högre än idag. Avlagringar visar att yttemperaturen i de tropiska haven kan ha varit 9–12 °C och djuphavstemperaturen 15–20 °C varmare än i dag. Tethyshavet förenade de tropiska oceanerna i öst och väst och bidrog till att jämna ut klimatet på jorden. Fossil från växter anpassade för ett varmt klimat har återfunnits så långt norr ut som Alaska och Grönland, och fossil av dinosaurier har funnits inom 15° från Sydpolen under krita.
Jordens medeltemperatur var kanske inte särskilt mycket högre än under trias och jura, men temperaturskillnaderna mellan ekvator och poler var mindre, vilket bör ha lett till svagare globala vindar, mindre uppvällning och mer stillastående hav än idag. De stora avlagringarna av lerskiffer från perioden är ett resultat av detta.

### Internet
Den här artikeln är helt eller delvis baserad på material från engelskspråkiga Wikipedia, tidigare version.

### Fotnoter
1. ↑  Cohen, K. M.; Finney, S. C.; Gibbard, P. L.; Fan, J.-X. (1 januari 2020). ”International Chronostratigraphic Chart”. International Commission on Stratigraphy. http://www.stratigraphy.org/ICSchart/ChronostratChart2020-01.pdf. Läst 23 februari 2020.
2. 1 2 3 4 5 6 7 8 9 10 11  Nationalencyklopedin multimedia plus, 2000
3. ↑  Carlquist, Gunnar, red (1933). Svensk uppslagsbok. Bd 16. Malmö: Svensk Uppslagsbok AB. sid. 89
4. ↑  Carlquist, Gunnar, red (1933). Svensk uppslagsbok. Bd 16. Malmö: Svensk Uppslagsbok AB. sid. 96
5. ↑  Carlquist, Gunnar, red (1933). Svensk uppslagsbok. Bd 16. Malmö: Svensk Uppslagsbok AB. sid. 94-95
6. 1 2 3  Carlquist, Gunnar, red (1933). Svensk uppslagsbok. Bd 16. Malmö: Svensk Uppslagsbok AB. sid. 95
7. ↑  "Warmer than a Hot Tub: Atlantic Ocean Temperatures Much Higher in the Past" PhysOrg.com.  Läst 2007-04-10.
8. ↑  Engelska Wikipedia anger följande källa: Skinner, Brian J., och Stephen C. Porter. The Dynamic Earth: An Introduction to Physical Geology. 3 utgåvan, New York: John Wiley & Sons, Inc., 1995. ISBN 0-471-59549-7. p. 557
9. ↑  Engelska Wikipedia anger följande källa: Stanley, Steven M. Earth System History. New York: W.H. Freeman and Company, 1999. ISBN 0-7167-2882-6, pp. 480-2
10. ↑  Engelska Wikipedia anger följande källa: Stanley, Steven M. Earth System History. New York: W.H. Freeman and Company, 1999. ISBN 0-7167-2882-6, pp. 481-2